# Двойной рай (пісня)
Двойной Рай — пісня Тіни Кароль, випущена 28 жовтня 2021 року. Композиція записана в співавторстві з Аркадієм Александровим і є головним синглом з альбому «Двойной Рай». У вересні 2022 року, співачка представила англомовну версію трека.

## Опис
Композиція «Двойной рай» написана Тіною Кароль в співавторстві з Аркадієм Александровим.
«Двойной рай» втілює в собі еволюцію від звучання монолітних балад до сучасного трактування взаємин закоханих пар", — сказав Аркадій.
Сама Тіна Кароль зізналася, що її натхнення — це порив. Вона знову багато пише і дарує слухачам своє розуміння світобудови.

## Відеокліп
Режисеркою відео роботи виступила Аліна Симоненко.
«Двойной рай» це алюзія до кінохіта двохтисячних «Її звали Нікіта». Бути на рівних із фантастичним вокалом Тіни зміг би лише першокласний кіно-образ", — розповіла режисерка.
Нова робота виконавиці — це романтичний трилер. Звертаючись до кіноестетики «нульових», Кароль епатує сміливою зміною іміджу. Тепер вона яскрава білявка з пістолетом у руках, її мішень — ревнощі.

## Просування
10 листопада 2021 року Тіна Кароль прибула в Казахстан для промо свого нового альбому «Двойной рай», який третій тиждень підряд лідирує в стриминг-чартах 11 країн. Поп-діва дала ряд інтерв'ю центральним телеканалам і радіостанціям
16 листопада 2021 року Тіна прилетіла в Грузію, Тбілісі на підтримку свого нового альбому «Двойной рай», співачка виступила на шоу "Танці із зірками (Грузія) ", а також дала ряд інтерв'ю центральним каналам і радіостанціям

## Live виконання
2022 р. «Двойной Рай» — live альбом
2022 р. «Двойной Рай» — Казахстан

## Список композицій
| Цифрове завантаження, стримінг | Цифрове завантаження, стримінг | Цифрове завантаження, стримінг   | Цифрове завантаження, стримінг   | Цифрове завантаження, стримінг |
| #                              | Назва                          | Автор слів                       | Автор музики                     | Тривалість                     |
| ------------------------------ | ------------------------------ | -------------------------------- | -------------------------------- | ------------------------------ |
| 1.                             | «Двойной Рай»                  | Тіна Кароль, Аркадій Александров | Тіна Кароль, Аркадій Александров | 3:16                           |